# Орловський музей образотворчих мистецтв
Орловський музей образотворчих мистецтв (рос. Орловский музей изобразительных искусств) — художній музей у місті Орел (Росія). 
Основні колекції: давньоруське мистецтво, російське мистецтво XVIII — початку XX ст., сучасне російське мистецтво, західноєвропейське мистецтво XVI-XIX ст. (живопис, графіка, скульптура, декоративно-ужиткове і народне мистецтво). Загалом близько 7000 експонатів.

## Опис
Музей розташований у приміщенні колишнього Будинку політичної просвіти, побудованого 1959 року. Основу його колекції склали націоналізовані після революції художні скарби дворянських сімей, у тому числі князів Куракіних, Голіциних, Наришкіних, Долгорукових, Гагаріних, великого князя М. О. Романова та багатьох інших.
У відділі давньоруського мистецтва зібрані ікони, унікальна дерев'яна скульптура XVIII-XIX століть, а також експонати, зібрані на території Орловської області.
Російське мистецтво XVIII - першої половини XIX ст. представлено: портретами І. Пескорського, В. Тропініна, С. Зарянко, Л. Гуттенбрунна, Ф. О'Коннела та ін.; академічним живописом (Ф. Моллер, І. Швабе, М. Сверчков); жанровим живописом (Ф. Журавльов, В. Якобі, О. Корзухин, Л. Каменєв та ін.).
Гордість музею — роботи художників початку XX століття: М. Ле-Дантю, О. Гуро, Б. Ендера, Н. Гончарової, Д. Бурлюка, О. Архипова, П. Петровічева.
Радянське мистецтво представлено роботами двадцятих-п'ятдесятих років XX століття, а також «шістдесятників». Колекція скульптури включає твори М. Антокольського, С. Стража, Б. Свинина, М. Дронова та ін. 
Західноєвропейське мистецтво представлене картинами італійських, німецьких, австрійських, польських художників; є також колекцією гравюр XVIII-XIX століть. 
Особливе місце займають твори орловських художників: І. Николаєва, Г. Мясоєдова, К. Сотникова, В. Шестакова, Н. Удальцової, А. Софронової, А. Курнакова, Г. Дишленко, Г. Калмахелідзе. Колекція музею поповнюється новими надходженнями, переважно роботами, які передані в дар.